# À la claire fontaine
Ne doit pas être confondu avec le documentaire sur le football, À la Clairefontaine.

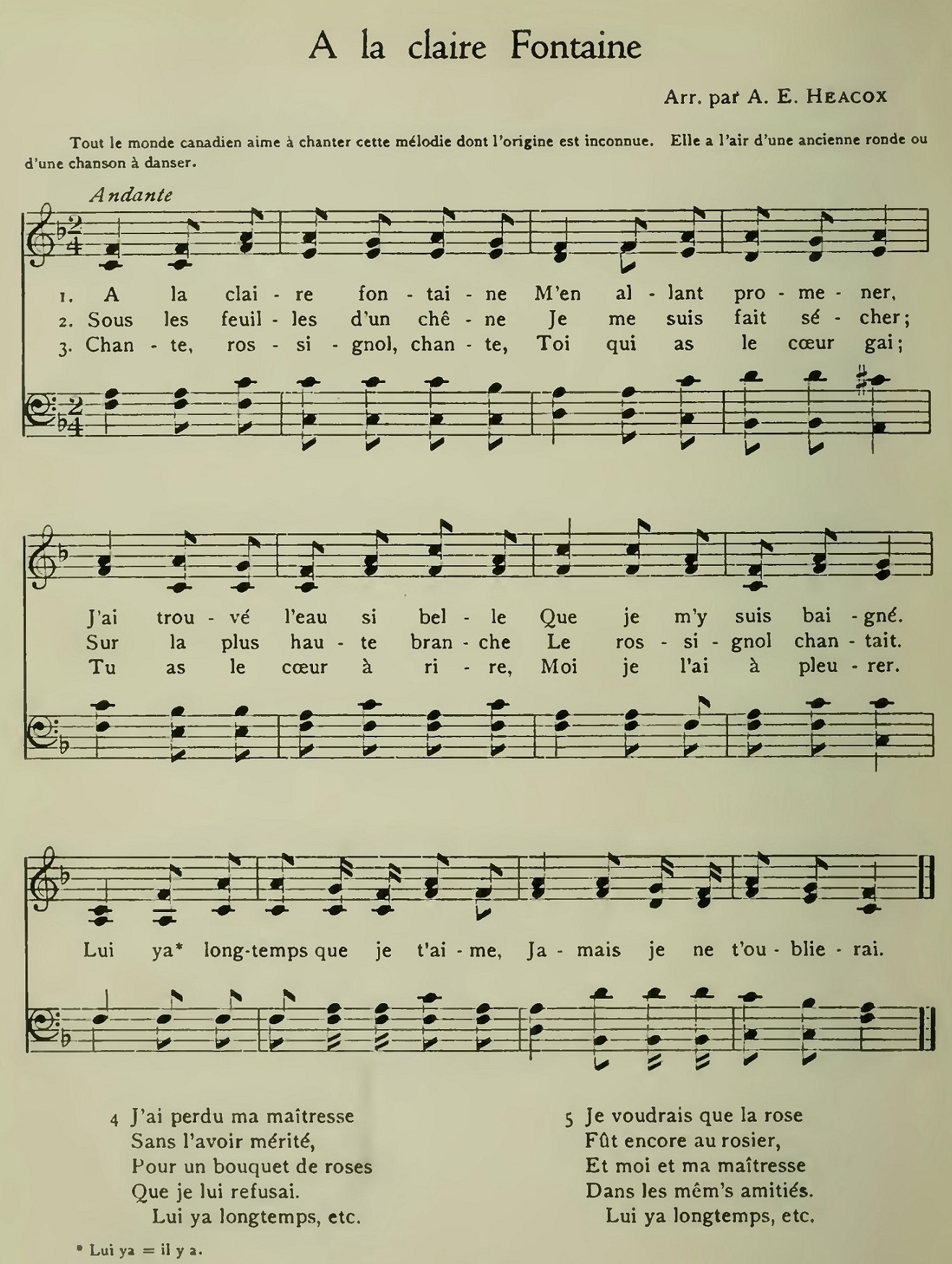
Partition canadienne de 1922

À la claire fontaine est une chanson française en laisse traditionnelle qui vient d'un poème anonyme écrit entre les XVe siècle et XVIIIe siècles. Selon l'ethnomusicologue canadien Marius Barbeau, la chanson aurait été composée par un jongleur du XVe siècle ou du XVIe siècle. James Huston, journaliste canadien, écrit que « l'air et les paroles paraissent avoir été composés par un des premiers voyageurs canadiens ».
Il s'agit d'une chanson composée d'hexasyllabes ou d’alexandrins assonancés en /e/. Très populaire en France, elle l'est aussi en Nouvelle-France / Québec depuis le XVIIIe siècle, où elle a été historiquement chantée par les coureurs des bois lors de longs voyages en canot et par les Patriotes lors des insurrections de 1837-1838 contre l'hégémonie anglaise. Cette chanson a connu plus de cinq cents versions.

## Paroles selon les versions

### Paroles originales supposées intitulées «En revenant des noces»[5]
En revenant de noces, j’étais bien fatiguée,

Au bord d’une fontaine, je me suis reposée

Et l’eau était si claire, que je m’y suis baignée ;

À la feuille du chêne, je me suis essuyée...

Sur la plus haute branche, le rossignol chantait :

Chante, rossignol, chante, toi qui as le cœur gai !

Le mien n’est pas de même, il est bien affligé !

C’est de mon ami Pierre, qui ne veut plus m’aimer,

Pour un bouton de rose, que j’ai trop tôt donné.

Je voudrais que la rose fût encore au rosier,

Et que mon ami Pierre fût encore à m’aimer.

### Paroles de la tradition française (en hexasyllabes)
À la claire fontaine

M'en allant promener

J'ai trouvé l'eau si belle

Que je m'y suis baignée

Il y a longtemps que je t'aime jamais je ne t'oublierai

Sous les feuilles d'un chêne

Je me suis fait sécher

Sur la plus haute branche

Un rossignol chantait

Il y a longtemps que je t'aime jamais je ne t'oublierai

Chante, rossignol, chante

Toi qui as le cœur gai

Tu as le cœur à rire

Moi, je l'ai à pleurer

Il y a longtemps que je t'aime jamais je ne t'oublierai

J'ai perdu mon ami

Sans l'avoir mérité

Pour un bouton de rose

Que j'ai trop tôt donné

Il y a longtemps que je t'aime jamais je ne t'oublierai

Je voudrais que la rose

Fût encore au rosier

Et que mon ami Pierre 

Fût encore à m'aimer

Il y a longtemps que je t'aime jamais je ne t'oublierai

### Interprétation
La signification de ce texte pose des problèmes d'interprétation.
Selon Hanotaux, les chanteurs ont eu raison d'écarter le premier vers En revenant de noces parce qu'il ne s'agit pas du thème central. Cette interprétation y voit une querelle d'amoureux au sujet d'une fleur. La narratrice est une jeune fille invitée à une fête et qui, en dépit des heureuses circonstances (la noce, l'eau claire, le chant du rossignol), se trouve triste. Elle a repoussé son ami Pierre (elle lui a refusé la rose). Le dernier vers je voudrais que la rose indique qu'entre-temps elle a donné la rose à un autre, ce qu'elle regrette maintenant.
Selon Jules Gilliéron, le premier vers est important. La narratrice est la mariée. Elle a refusé un bouton de rose à son premier amant Pierre, qui l'a donc repoussée, et s'est ensuite mariée à un autre, quoi qu'elle aime encore Pierre. Elle regrette que la rose ne soit plus au rosier, car elle préfèrerait pouvoir la donner à Pierre, ce qu'elle ne peut plus. Cet auteur y voit au surplus une interprétation figurée du bouton de rose, représentant la sexualité.
Le rossignol représentait en langage populaire un jeune garçon ayant des mœurs légères et un pouvoir attractif certain sur les femmes. 
La première version est l'originale désignant une jeune fille revenant de son mariage (désignant son ami Pierre, ami ou ma mie désignant, dans les mariages d'un certain rang les compagnes et compagnons), mariage long donc d'un niveau élevé.
Elle, promise, vierge, ayant encore son « bouton de rose » pur se retrouva compromise par un rossignol chantant trahissant ainsi sa promesse envers son nouveau compagnon car de bouton de rose il n'y aura plus.

## Interprètes et reprises

### Musique
Au XIXe siècle, cette chanson est reconnue pour avoir été chantée par les patriotes canadiens lors des Troubles de 1837-1838 dans le Bas-Canada. En 1878, l’association Saint-Jean-Baptiste de Montréal adopte un air national pour les Canadiens français : À la claire fontaine,. Des extraits de vers ont été également repris par des romanciers et poètes Canadiens français du XXe siècle, dont Louis Hémon (Maria Chapdelaine, 1914) et Alfred Desrochers (À l'ombre de l'Orford, 1929).
| Années | Interprète |
| ------ | --- |
| 1917   | Éva Gauthier(78 tours, Victor)                                                                                                 |
| 1962   | Henri Salvador |
| 1973   | Nana Mouskouri |
| 1976   | Lougarou (Garolou) |
| 1982   | Dorothée |
| 2008   | Grégoire |
| 2007   | Shang Wenjie (尚雯婕) sous le titre 《梦之浮桥》 en mandarin et en français, et sous le titre À la claire fontaine en français |

- Le chanteur argentin Jairo a interprété la chanson en espagnol, sous le titre La Clara Fuente, dans son album Liberté (1978).
- Claude François en chante une adaptation, C'est pour vous que je chante, parue en 1979. Il en avait auparavant chanté un extrait en 1974 en duo avec Mireille Mathieu dans l'émission Top à produite par Maritie et Gilbert Carpentier qui lui était consacrée.
- En 1976, le groupe Québécois Garolou fait une reprise sur son album Lougarou utilisant les paroles avec laisse, mais en remplaçant « Il y a longtemps que je t'aime [...] » par « Fendez le bois, chauffez le four, dormez la belle il n'est point jour ».
- En 1981, Dorothée l'enregistre pour l'émission Discopuce, diffusée dans Récré A2. Sa reprise paraît une première fois sur l'album Promenons-nous dans les bois avec Dorothée et les Récréamis associé à l'émission en 1981, avant d'être reprise en 1982 sur la face B de son 45 tours comprenant en face A Enfin Récré A2 !, générique de Récré A2 mercredi.
- Michèle Bernard l'enregistre en 2001 et l'intègre au volume 10 de son intégrale parue en 2020[12],[13].
- Le chanteur français Jean-Louis Murat en interprète une version « arabisante »[14] intitulée À la morte fontaine dans son album Lilith, paru en 2003 (Labels). Il s'agissait, pour l'artiste de rendre compte de la pollution qui touche la campagne : « J’ai écrit À la morte fontaine parce que même chez moi, à la campagne, on ne peut plus boire l’eau des fontaines, tout est pollué. Tout est dangereux en ce moment : l’eau, la bouffe, le tabac, la voiture, la drogue. On nous dit que tout ça entraîne la mort. On est fascinés par la mort, c’est assez étonnant… »[15]

- En 2015, le comédien Daniel Picard propose À la plus haute branche pour le futur album de Céline Dion, Encore un soir (2016). Parmi les 4000 chansons proposées à l'interprète, le titre fait partie des 25 présélectionnés. 70 000 internautes portent leur choix sur ce titre « inspiré d'une des premières chansons [du Québec] ». Le titre débute par les paroles « À la claire fontaine / M'en allant promener », le reste du couplet original est sifflé puis débute la chanson avec une mélodie inspirée librement de À la claire fontaine. La chanteuse révèle ce titre pour la toute première fois à Montréal le 31 juillet 2016 lors de sa tournée Francophone estivale[16].
- En 2023, le collectif hip-hop québécois Alaclair Ensemble fait une interpolation de la chanson sur « Alaclair Fontaine », premier extrait de l'album LAIT PARTERNEL.

### Cinéma et télévision
- En 1974, la chanson apparaît à la fin de l'épisode 49 du dessin animé pour enfant Heidi réalisé par Isao Takahata.
- En 1987 dans le film de Louis Malle, Au revoir les enfants, elle est reprise par les élèves du pensionnaire : au petit collège Saint Jean.[17]
- En 1994 la chanson apparaît dans le film Quand j'avais cinq ans je m'ai tué de Jean-Claude Sussfeld.
- La chanson apparaît dans le film de Tonie Marshall, Enfants de salaud (1996) et est interprétée de manière très originale par un chœur féminin à plusieurs voix.
- En 2004, dans le long métrage Les Choristes de Christophe Barratier, Pascal Mondain interprète une version paillarde de la chanson.
- La chanson est chantée par Les Petits Minous dans l'une des scènes finales du film sino-américain Le Voile des illusions (2006).
- En 2009, elle est sifflée dans une des scènes du film Cendres et Sang.
- Elle est interprétée par le personnage joué par Andrew Moodie dans le quatrième épisode de la première saison de la série télévisée américaine Hell on Wheels : L'Enfer de l'Ouest (2011).
- Elle est aussi présente dans le film québécois Rouge Sang sorti en 2013, avec les acteurs Isabelle Guérard et Lothaire Bluteau : un film d'époque se déroulant en Nouvelle-France au soir du 31 décembre 1799.
- En 2013, dans le long métrage La Fille publique, chanson fredonnée par Doria Achour.
- En 2014 dans le long métrage Trois cœurs réalisé par Benoît Jacquot, Charlotte Gainsbourg et Chiara Mastroianni interprètent la chanson a cappella à l'occasion de la scène d'anniversaire des 60 ans de Catherine Deneuve. Dans ce film, elles incarnent ses filles, tandis que dans la vraie vie, Chiara Mastroianni est également la fille de Catherine Deneuve.
- En 2016 dans le long métrage Tout pour être heureux réalisé par Cyril Gelblat, les filles du personnage principal incarné par Manu Payet chantent la chanson dans ses paroles originales.
- En 2016 dans le long métrage L'Avenir réalisé par Mia Hansen-Løve, Isabelle Huppert berce son petit-fils au son de cette chanson.
- En 2017 dans le film documentaire Icare réalisé par Bryan Fogel.
- En 2021 dans le long métrage The French Dispatch, réalisé par Wes Anderson.

### Autres utilisations
- Elle apparaît dans la bande sonore du jeu Civilization VI, obtenable avec le DLC Gathering Storm. Elle est jouée lorsqu'on joue la nation canadienne.[réf. nécessaire]